# Пен Мар (Пенсилванија)
Пен Мар (енгл. Pen Mar) насељено је место без административног статуса у америчкој савезној држави Пенсилванија.

## Демографија
По попису из 2010. године број становника је 929.
| Група             | 2000.    | 2010.       |
| Белци             | 0 (0,0%) | 868 (93,4%) |
| Афроамериканци    | 0 (0,0%) | 26 (2,8%)   |
| Азијати           | 0 (0,0%) | 8 (0,9%)    |
| Хиспаноамериканци | 0 (0,0%) | 9 (1,0%)    |
| Укупно            | 0        | 929         |